# Målilla socken
Målilla socken i Småland ingick i Aspelands härad, uppgick 1967 i Hultsfreds köping och området är sedan 1971 en del av Hultsfreds kommun i Kalmar län, från 2016 inom Målilla-Gårdveda distrikt.
Socknens areal är 221,10 kvadratkilometer, varav land 209,13. År 1950 fanns här 2 685 invånare. Tätorten Målilla med sockenkyrkan Målilla-Gårdveda kyrka ligger i socknen. 

## Administrativ historik
Målilla socken har medeltida ursprung.
År 1830 bildade socknen en gemensam församling med Gårdveda socken, Målilla med Gårdveda församling.
Vid kommunreformen 1862 övergick sedan socknens ansvar för de borgerliga frågorna till Målilla landskommun. Denna inkorporerade 1952 Gårdveda landskommun och uppgick sedan 1969 i Hultsfreds köping som 1971 ombildades till Hultsfreds kommun.
1 januari 2016 inrättades distriktet Målilla-Gårdveda, med samma omfattning som Målilla med Gårdveda församling hade 1999/2000 och fick 1830, och vari detta sockenområde ingår.
Socknen har tillhört samma fögderier och domsagor som Aspelands härad. De indelta soldaterna tillhörde Smålands husarregemente, Södra Vedbo och Staby skvadron, Överstelöjtnantens kompani och Kalmar regemente, Aspelands härads och Livkompanierna.

## Geografi
Målilla socken ligger vid söder om Vimmerby vid Emån, kring södra delen av sjön Hulingen och vid Silveråns nedre lopp. Socknen består av odlingsbygd i ådalarna och kuperad delvis bergig skogsbygd, rik på sjöar, däromkring.
Gårdarna Hagelsrum och Stensryd samt Kalmar läns tuberkulossjukhus återfinns i denna socken.

## Fornlämningar
Kända från socknen är gravfält från järnåldern vid Hägelsåkra.

## Namnet
Namnet (1337 Malhälla) kommer från kyrkbyn. Förleden består möjligen av ordet mål, 'mått-avmätt jordstycke'. Efterleden är häll(a), 'stenhäll'.